# Efecto de la audiencia
El efecto de la audiencia es el impacto que tiene una audiencia pasiva sobre un sujeto que está realizando una tarea. Fue observado formalmente por primera vez durante varios estudios psicológicos a principios del siglo XX: en algunos casos, la presencia de una audiencia pasiva facilitó la realización de una tarea simple, mientras que en otros la presencia de esa audiencia pasiva dificultó la realización de una tarea más complicada. Se ha observado el efecto en un rango amplio de sujetos, desde cucarachas hasta humanos.
En 1965, Robert Zajonc sugirió la teoría de la conducta como una explicación del efecto de la audiencia.
- Datos: Q4533264